# Lombardei-Rundfahrt 1949
Die Lombardei-Rundfahrt 1949 war die 43. Austragung des italienischen Eintagesrennens Lombardei-Rundfahrt. Sieger wurde Fausto Coppi.

## Rennverlauf
109 Radrennfahrer waren am Start. Die Strecke war 222 Kilometer lang. Start und Ziel lagen in Mailand. Nach 32 Kilometern gab es einen Massensturz, in den 40 Fahrer verwickelt waren. An der Madonna di Ghisallo setzte Coppi zu einem Ausreißversuch an, lediglich Pierre Molinéris konnte ihm kurzzeitig folgen. Bis zum Ziel fuhr Coppi einen Vorsprung von fast drei Minuten heraus. Zwölf Fahren kamen nach ihm als Gruppe ins Ziel in Mailand.
Fausto Coppi gewann als Solist. 92 Fahrer beendeten die Lombardei-Rundfahrt 1949.

## Ergebnis
| Platz | Fahrer           | Team             | Zeit           |
| ----- | ---------------- | ---------------- | -------------- |
| 1.    | Fausto Coppi     | Bianchi          | 5:50:30 h      |
| 2.    | Ferdy Kübler     | Tebag            | + 2:52 Minuten |
| 3.    | Nedo Logli       | Arbos            | gl. Zeit       |
| 4.    | Fiorenzo Magni   | Wilier-Triestina | gl. Zeit       |
| 5.    | Antonio Covolo   | Frejus           | gl. Zeit       |
| 6.    | Giorgio Albani   | Legnano          | gl. Zeit       |
| 7.    | Giulio Bresci    | Wilier-Triestina | gl. Zeit       |
| 8.    | Pasquale Fornara | Legnano          | gl. Zeit       |
| 9.    | Antonin Rolland  | Ricci            | gl. Zeit       |
| 10.   | Giancarlo Astrua | Benotto          | gl. Zeit       |